# Marcel Scharrelmann

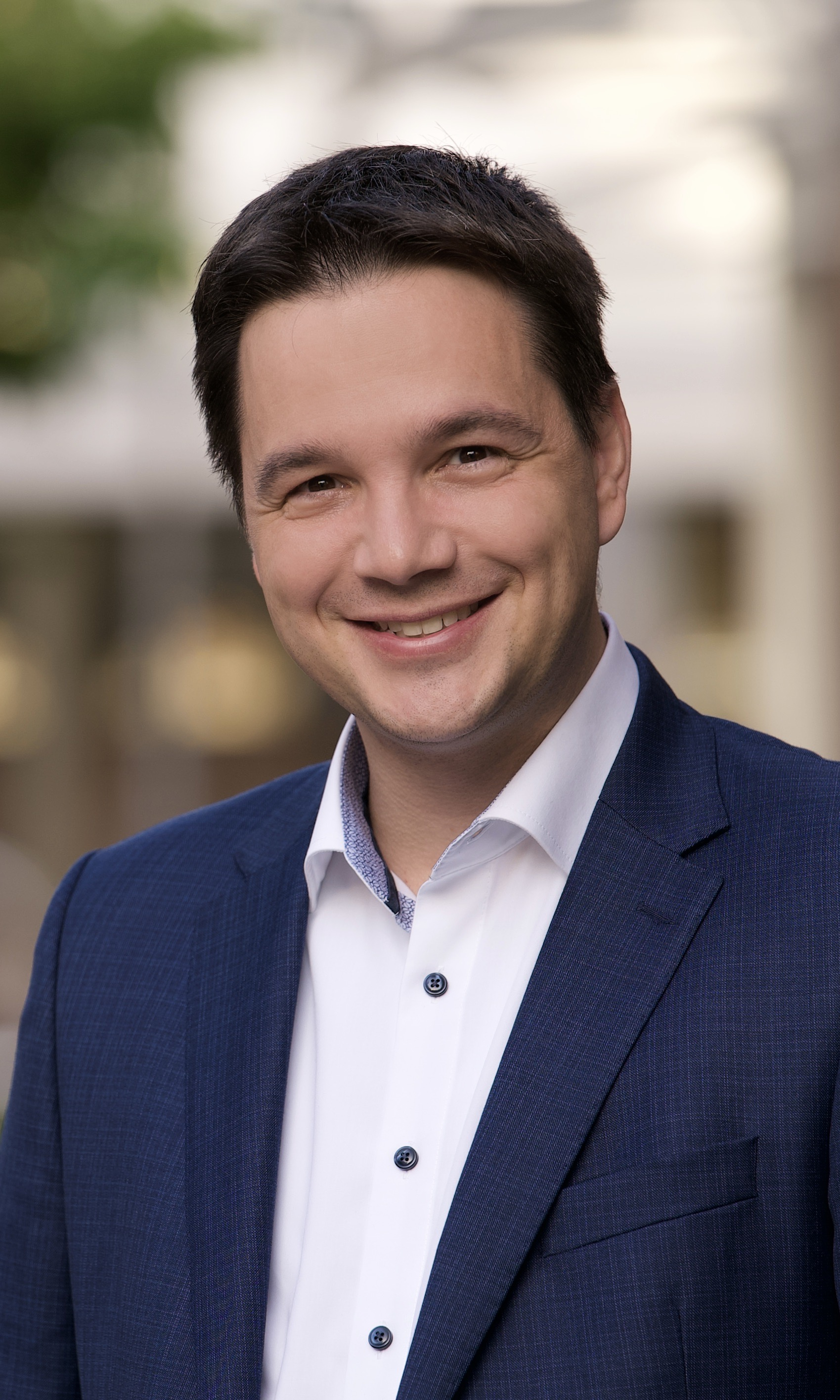
Marcel Scharrelmann, 2022

Marcel Scharrelmann (* 21. November 1982 in Vechta) ist ein deutscher Politiker der Christlich Demokratischen Union Deutschlands (CDU). Seit November 2017 gehört er als Abgeordneter dem Niedersächsischen Landtag an.

## Ausbildung und Beruf
Nach dem Abitur in Diepholz leistete Scharrelmann seinen Zivildienst in einem evangelisch integrativen Kindergarten in St. Hülfe-Heede ab. Vor seinem Studium absolvierte er ein Praktikum in der CDU-Landtagsfraktion in Hannover. Nach seinem Abschluss der Politik- und Wirtschaftswissenschaften an der Universität Osnabrück war er bis 2017 bei der ZF Friedrichshafen AG in Diepholz als Account Manager im Vertrieb tätig.

## Politik
Scharrelmann ist seit 2002 Mitglied der CDU. Von 2002 bis 2006 war er Vorsitzender der Jungen Union in der Stadt Diepholz und von 2005 bis 2010 JU-Kreisvorsitzender. Im Jahre 2010 wurde er in den Landesvorstand der JU-Niedersachsen gewählt, dem er insgesamt vier Jahre angehörte.
Seit 2006 ist Scharrelmann Mitglied des Rates der Stadt Diepholz. In den Jahren 2011–2018 war Scharrelmann Ortsvorsteher in Sankt Hülfe, von 2016 bis 2019 Vorsitzender des Stadtrates und ab 2019 bis zum Ende der Ratsperiode stellvertretender Bürgermeister. Nach der Kommunalwahl 2021 wurde er zum Fraktionsvorsitzenden der Stadtratsfraktion gewählt. Seit November 2021 ist er ferner auch Kreistagsabgeordneter im Landkreis Diepholz.
Seit dem Jahr 2018 ist der Abgeordnete stellvertretender Vorsitzender des CDU-Kreisvorstandes.
Mit einem Erststimmenergebnis von 44,1 Prozent gelang ihm am 15. Oktober 2017 als Direktkandidat im Landtagswahlkreis Diepholz erstmalig der Einzug in den Landtag Niedersachsen. In der 18. Wahlperiode war Scharrelmann Mitglied im Ausschuss für Rechts- und Verfassungsfragen und Mitglied im Ausschuss für Bundes- und Europaangelegenheiten und Regionale Entwicklung. In der Landtagsfraktion übernahm er zudem die Funktion des Jugendpolitischen Sprechers. Seit 2020 war er ferner in der Enquetekommission „Rahmenbedingungen für das ehrenamtliche Engagement verbessern“ tätig.
Bei der Landtagswahl in Niedersachsen am 9. Oktober 2022 konnte Scharrelmann sein Direktmandat mit 39,9 Prozent der Erststimmen verteidigen. In der aktuellen 19. Wahlperiode kann er seine Arbeit als Vorsitzender im Ausschusses für Bundes- und Europaangelegenheiten und Regionale Entwicklung ausweiten und arbeitet zudem im Ausschuss für Wirtschaft, Verkehr, Bauen und Digitalisierung mit.

## Privates
Er ist verheiratet, hat zwei Kinder und wohnt mit seiner Familie in Diepholz. Scharrelmann ist evangelisch-lutherischer Konfession. Scharrelmann engagiert sich als Vorstandsmitglied in der Lebenshilfe Grafschaft Diepholz e.V.